# Fagiano Okayama
Fagiano Okayama FC (jap. ファジアーノ岡山 Fajiāno Okayama FC) – japoński klub piłkarski grający w J2 League. Klub ma siedzibę w Okayama w prefekturze Okayama, w regionie Chūgoku.